# Anna Tyszkiewicz
Anna Tyszkiewicz (Varsavia, 26 marzo 1776 – Parigi, 16 agosto 1867) è stata una scrittrice e nobile polacca.

## Biografia
Sposò Aleksander Stanisław Potocki il 15 maggio 1805 a Vilnius; rimasta vedova nel 1845, si risposò in seconde nozze con Stanislas Wąsowicz.
Sua figlia Natalia sposò il principe Roman Sanguszko, la cui vita è argomento de Il principe Roman (Prince Roman, 1910), un racconto di Joseph Conrad.

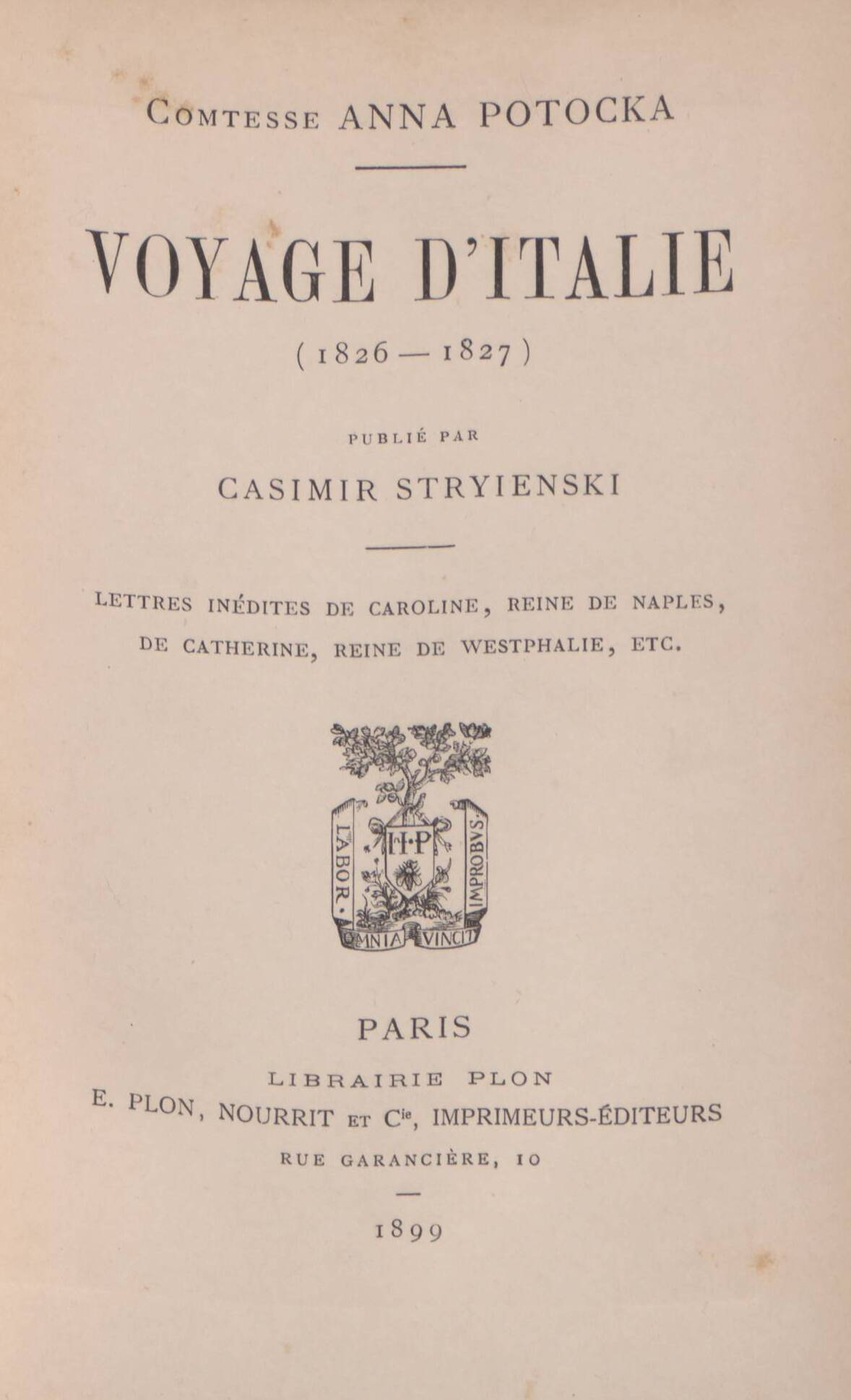
Voyage d'Italie, 1899

Morta a Parigi, è sepolta nel cimitero di Montmartre in una cappella ornata di decorazioni.

## Opere
- Wspomnienia naocznego świadka, 1898.
- Voyage d'Italie, Paris, Plon, 1899.